# Ciudadela de Pamplona
La ciudadela de Pamplona o castillo Nuevo (en euskera: Iruñeko Zitadela) es una fortificación renacentista de antiguo uso militar, construida entre los siglos XVI y XVII en la ciudad de Pamplona, capital de la Comunidad Foral de Navarra (España), declarada plaza fuerte dentro de los planteamientos militares geoestratégicos de la Corona de España durante el Antiguo Régimen y hasta el 21 de mayo de 1964. En la actualidad se mantiene gran parte de ella en pie como espacio verde y como área de uso para actividades culturales dentro de sus edificios actuales.
Está declarada como Monumento Histórico Artístico Nacional (Bien de Interés Cultural) desde el 8 de febrero de 1973. En 2012 obtuvo el premio de Patrimonio Cultural de la Unión Europea Europa Nostra en la categoría de 'Conservación', además del premio especial del público.

## Construcción
Felipe II ordenó su construcción en 1571, dentro de un plan de renovación y fortalecimiento general de las fortificaciones de la ciudad. El encargado de diseñarla fue el ingeniero militar Giacomo Palearo, por sobrenombre «el Fratin», y en la que participó también el virrey de Navarra Vespasiano Gonzaga y Colonna. Idearon un sistema defensivo acorde con la teoría del Renacimiento italiano y que se había puesto en práctica poco antes en la ciudad de Amberes, con la ciudadela proyectada por Francesco Paciotto, autor también de la de Turín.
Fue un recinto con planta en forma de estrella de cinco puntas; construyéndose en cada una de ellas un baluarte . Desde cada una de estos baluartes se controlan todos los posibles ángulos de ataque. Dos de estos baluartes -el de San Antón y el de la VIctoria- se orientaban hacia el interior de la ciudad para el control de la misma, como consta en los documentos de entonces, pues el ingeniero Antonelli informa a Felipe II en 1569: «Pamplona es ahora más frontera que metrópoli... ha de tener un muy principal castillo, porque estando aún fresca la memoria del gobierno de su rey natural... todavía es necesario asegurarse también con una fuerza, de sus voluntades... La obra deberá servir para defenderse del peligro extrínseco, pero también intrínseco». 
No hay que olvidar que la conquista del Reino de Navarra se había producido recientemente, con episodios de reconquista con participación activa de su población. Según reseña Alicia Cámara en la obra Muraria, la «Ciudadela debe ser entendida como una forma de dominar una ciudad de la que era posible esperar una rebelión» y como el embajador veneciano Contarini advirtió que «todos los de este reino tienen odio a los españoles y desean que vuelva su rey natural Juan de Albret».
Hacia el exterior de la ciudad amurallada se situaban el baluarte de San Juan (también conocido como el Real), el de Santa María y el de Santiago.

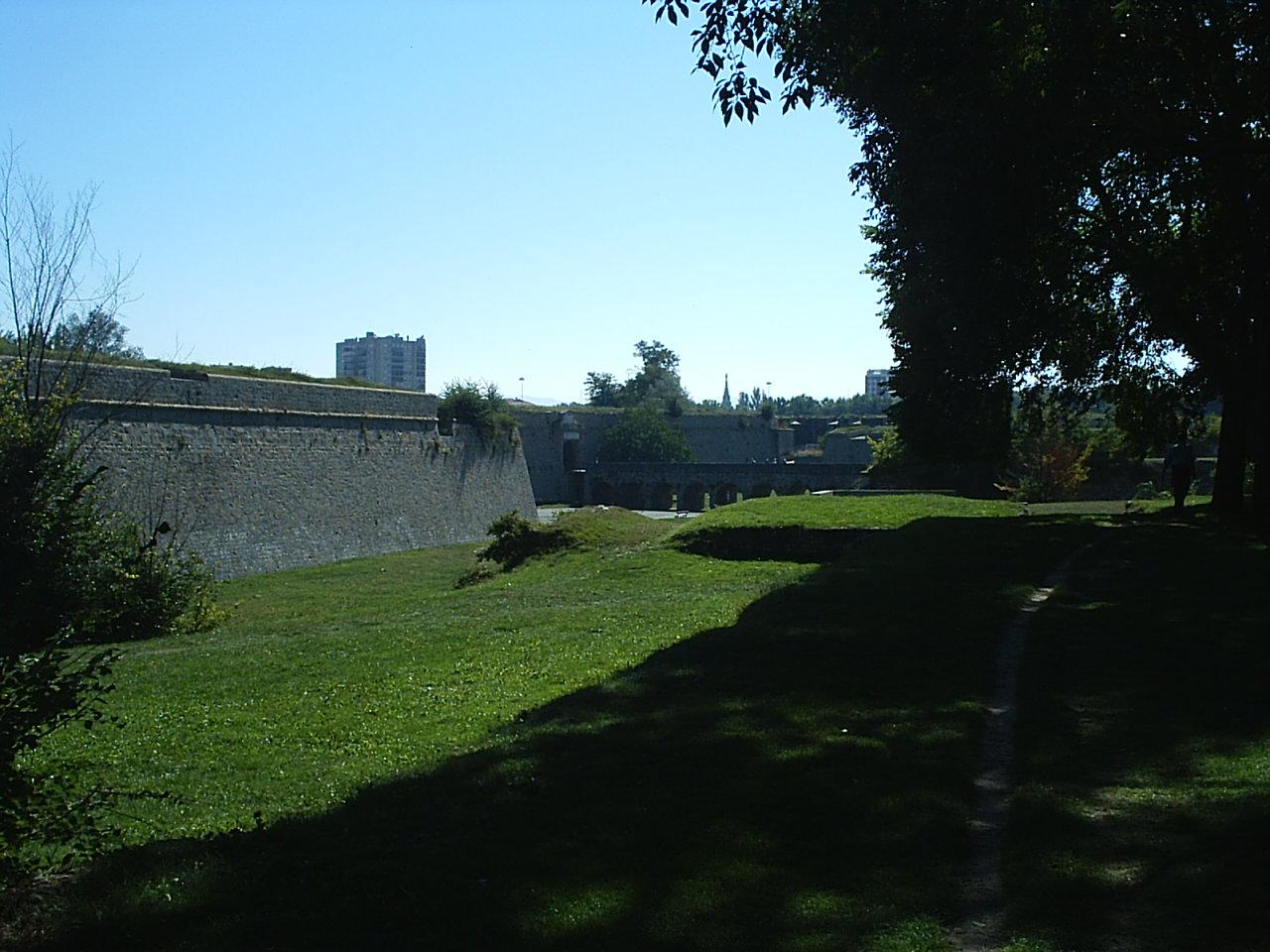
La Ciudadela de Pamplona, desde el parque de la Vuelta del Castillo.

Se puede dar por concluida en 1645, aun así se reforzó con medias lunas exteriores en 1685 y en la primera mitad del siglo XVIII, que reforzaban el sistema defensivo. 
Este refuerzo se hizo en base al proyecto de Juan de Ledesma, siguiendo el sistema poliorcético conocido como «de Vauban», por el nombre del ingeniero militar que renovó la ingeniería militar en tiempos de Luis XIV. Se construyeron dos medias lunas entre los baluartes de Santiago y de La Victoria (hacia la puerta de Taconera), y entre el de San Antón y El Real (hacia la puerta de San Nicolás). Además, en los lados situados entre los baluartes de Santiago, Santa María y el Real se levantaron también contraguardias que las rodeaban por los dos frentes, mejorando su capacidad defensiva.

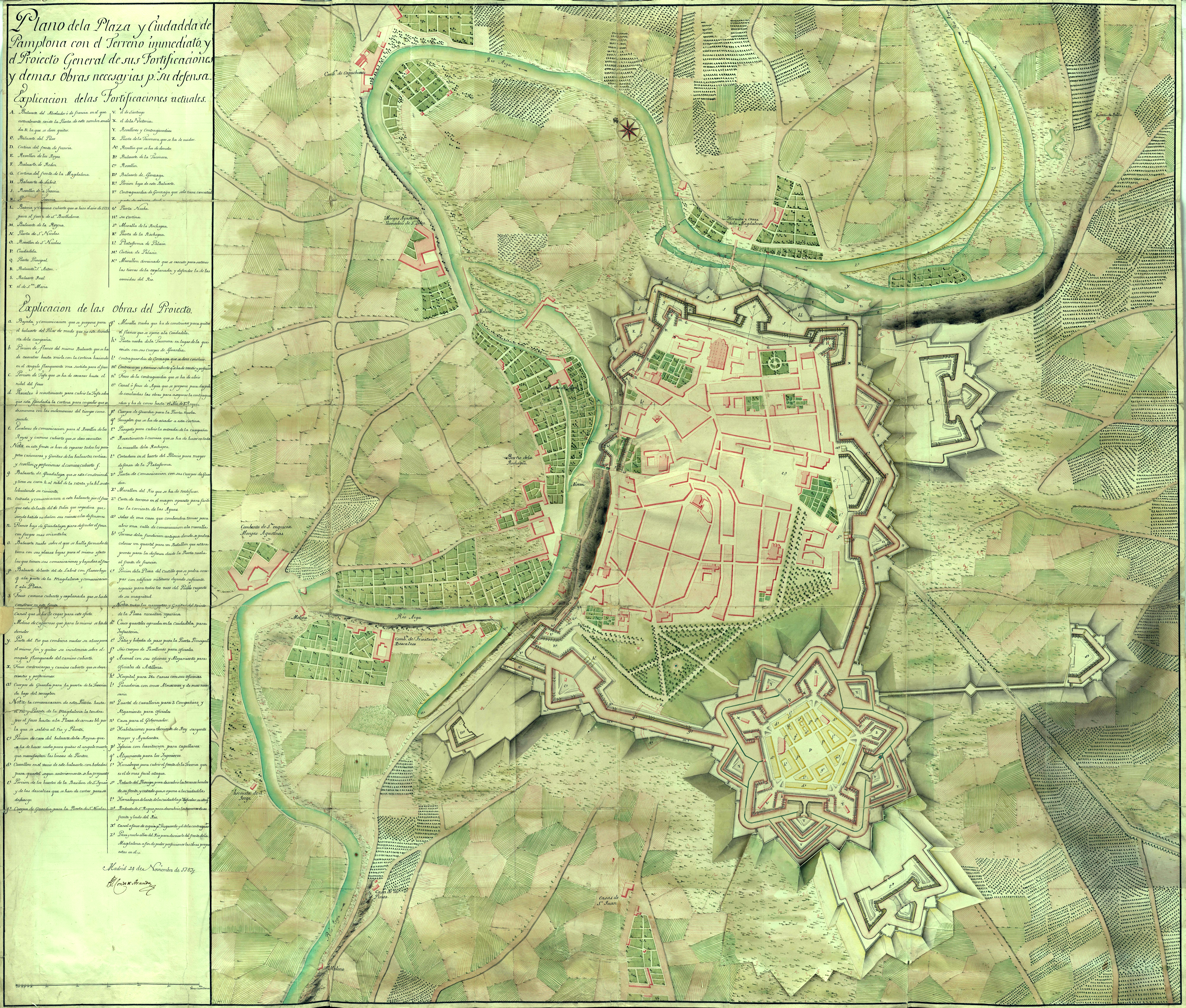
Plano de la plaza y ciudadela de Pamplona (1757) con el terreno inmediato y el proyecto general de sus fortificaciones y demás obras necesarias para su defensa. La orientación mostrada es más bien de este a oeste

## Función como fortaleza

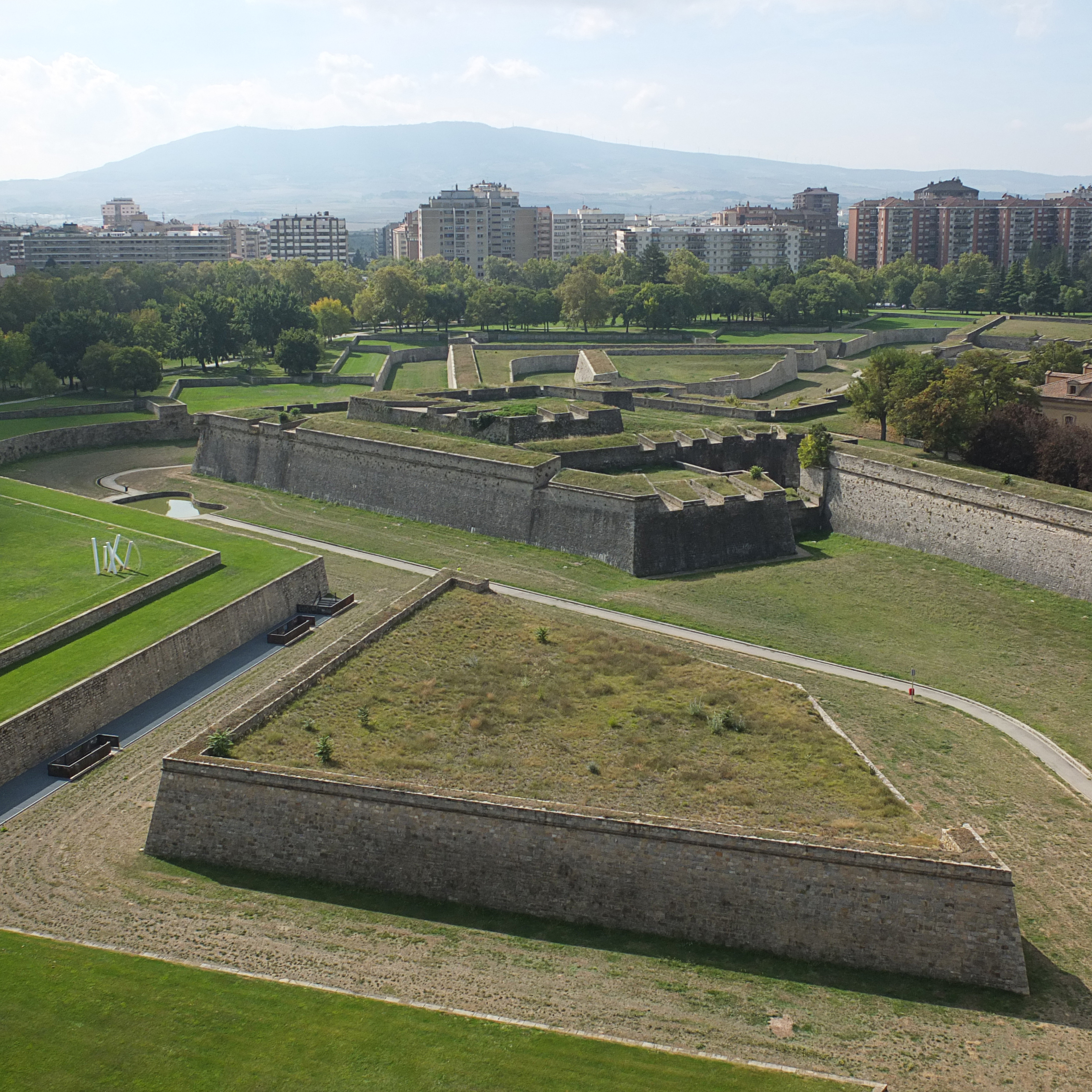
Otra vista de la ciudadela de Pamplona

La ciudadela de Pamplona no ha sufrido episodios defensivos significativos. Por ello pocas veces ha sido sitiada, aunque sí tomada. El 16 de febrero de 1808 el ejército francés de Napoleón al mando del general Jean Barthélemy D'Armagnac, que, en base al tratado de Fontainebleau con el rey Carlos IV que le daba permiso de cruzar la península ibérica para la invasión de Portugal, la ocupó con una sencilla trampa. Sus tropas entraron el 9 de febrero de 1808 por el portal de San Nicolás (situado en el actual Segundo Ensanche a la altura del cruce de la calle Cortes de Navarra y calle San Ignacio). Los oficiales se alojaron en casas de los nobles de la ciudad y el resto de los soldados, hasta 4000, se acuartelaron en distintas zonas. Esta situación no estuvo exenta de tensión, que produjo una reyerta callejera con el resultado de la muerte por acuchillamiento de uno de los soldados. En un ambiente crecientemente hostil, Napoleón había ordenado secretamente a D'Armagnac la toma de la ciudadela dentro de una estrategia común que afectaba a otros mandos igualmente en otras plazas fuertes. La trampa, según una versión más legendaria, consistió en aprovechar una nevada, el 16 de febrero, en que los soldados franceses se acercaron a la ciudadela jugando a tirarse bolas de nieve, ante la diversión de los defensores. Cuando estaban cerca sacaron las armas que llevaban escondidas entre las ropas, logrando entrar y tomar la ciudadela. Adolphe Thiers la relataba con más realismo y detalle así:

A Pampelune le géneral Darmagnac, brave homme, plein d'énergie et de loyauté, qui aurait plus volontiers escaladé de vive force que dérobé par surprise une place qu'on lui ordonnait d'occupper, employa un moyen très-adroit pour pénétrer dans la citadelle. Il était logé dans une maison peu distante de la porte principale. Il y fit cacher cent grenadiers bien armés. Ses troupes avaient l'habitude d'aller le matin chercher leurs vivres dans la citadelle même. Il envoya une cinquantaine d'hommes choisis, qui se rendirent sans armes à la porte de la citadelle un peu avant la distribution, et qui tout en feignant d'attendre s'approchèrent du poste qui gardait la porte, se jetèrent sur lui, le désarmèrent, tandis que les cent grenadiers embusqués dans la maison du général Darmagnac, accourant en toute hâte, achevèrent l'enlèvement. Les troupes françaises secrètement réunies survinrent dans le même moment, et la citadelle fut conquise, mais au grand déplaisir du général Darmagnac, qui écrivit au ministre de la guerre , en lui rendant compte de ce qu'il avait fait : Ce sont là de vilaines missions.
En Pamplona, el General d'Armagnac, hombre bravo, lleno de energía y de lealtad, y que hubiese preferido el asalto a viva fuerza, más que el engaño por sorpresa para apoderarse de una plaza que se le ordenó ocupar, utilizó un medio muy hábil, para penetrar en la ciudadela. Se hospedaba en una casa próxima a la puerta principal. Ocultó en ella cien granaderos bien armados. Las tropas acostumbraban a acudir por la mañana, a recoger víveres en la ciudadela. Envió unos cincuenta hombres elegidos que se presentaron, sin armas, ante la puerta de la ciudadela poco antes del reparto de las raciones, y que, fingiendo aguardar su turno, se acercaron al que guardaba la puerta, se abalanzaron sobre él, le desarmaron, mientras los cien granaderos, ocultos en la casa del General, se presentan a toda prisa, completando la ocupación. Las tropas francesas, secretamente acuarteladas, irrumpieron en el mismo momento y la ciudadela fué ocupada, pero con gran desagrado del General d'Armagnac que, al notificarle lo hecho, al Ministro de la Guerra, le escribió: ¡Viles misiones son estas!
Adophe Thiers, 1849.

Similares estratagemas les fueron efectivas a las tropas napoleónicas en otras tomas de ciudadelas y castillos realizadas con posterioridad (ciudadela de Barcelona y el castillo de Montjuic por Duhesme el 28 de febrero, la ciudadela de Figueras por el coronel Piat y el castillo de la Mota de San Sebastián).
 

En 1823 los soldados liberales ofrecieron mayor resistencia durante cinco meses ante el ejército de los Cien Mil Hijos de San Luis. La intención era de sitiarla, sin tomarla, para impedir la salida de los soldados, mientras el resto del ejército se dirigía por toda la península a restaurar el absolutismo. Posteriormente iniciaron un bombardeo el 3 se septiembre, que también caería sobre la ciudad de Pamplona. El 16 de septiembre, tras otro intenso bombardeo, se rindieron.

Planta de la Ciudadela de Pamplona.

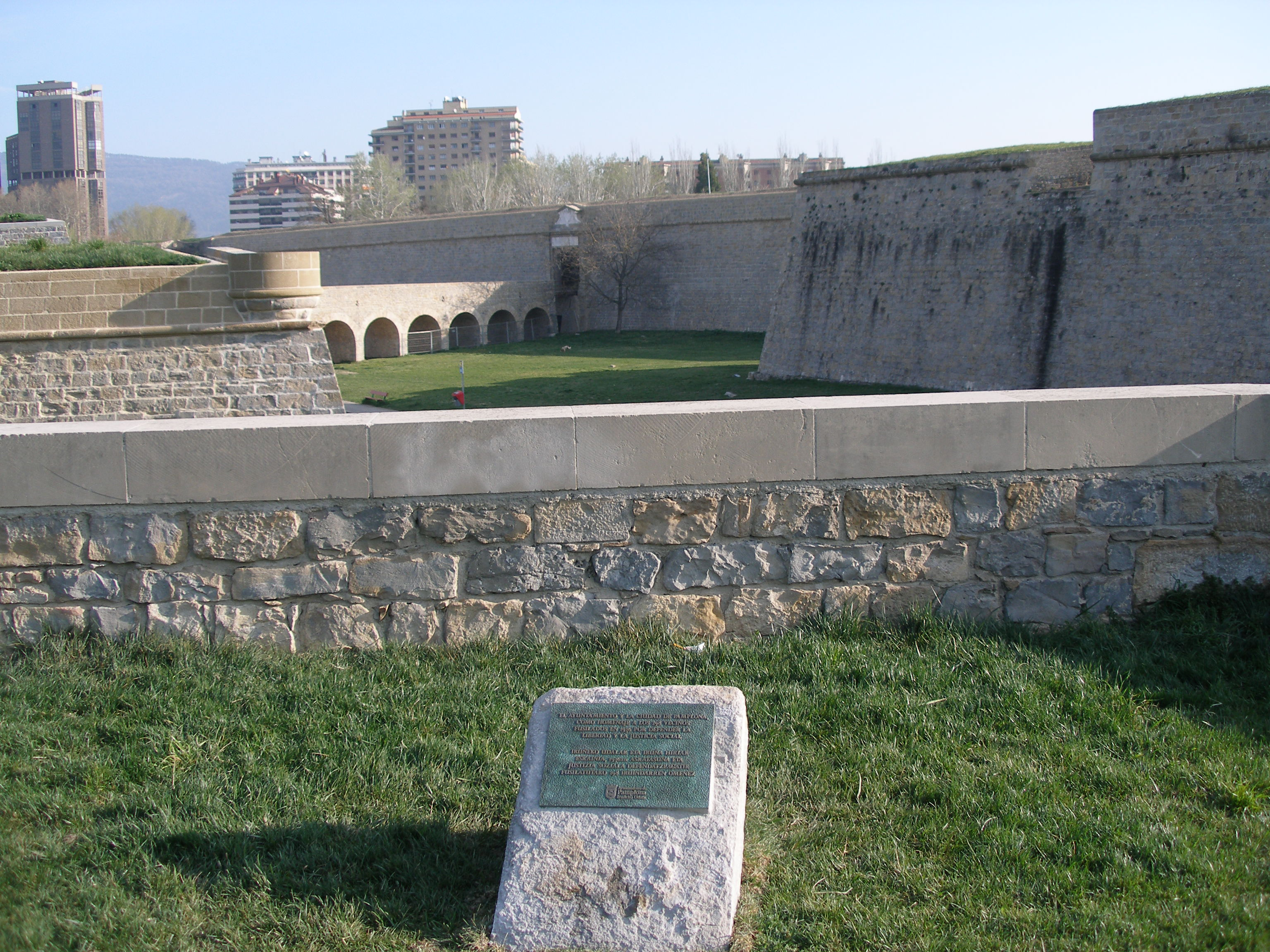
Monolito colocado en marzo de 2012 en homenaje a los fusilados en Pamplona durante la Guerra Civil.

Durante la guerra Civil Española, en su parte posterior, en la puerta del Socorro, los sublevados llevaron a cabo numerosos fusilamientos de republicanos a través de una represión ejercida en Navarra de gran dureza. Fue colocada una placa en su recuerdo en 2007 que en marzo de 2012 fue sustituida por un monolito con el mismo texto en la zona de los fosos cercana a la Puerta del Socorro. La inscripción, en castellano y euskera, dice lo siguiente:

El ayuntamiento de la ciudad y la ciudad de Pamplona como homenaje a los 298 vecinos fusilados en 1936 por defender la libertad y la justicia social

Entre 1937 y 1939 la Ciudadela fue utilizada por las tropas franquistas como parte del complejo concentracionario de prisioneros de Pamplona, cuyo campo central estaba emplazado en el convento de la Merced.

## La Ciudadela en la actualidad
En 1964 perdió su carácter militar, convirtiéndose en un parque muy frecuentado y con usos culturales en los antiguos edificios castrenses.
En su interior conserva algunos edificios, que se respetaron después de que la ciudad recibiera el recinto fortificado:
- El polvorín de 1694 por Torelli.
- el almacén de mixtos, reformado en 1720 por Ignacio Sala.
- Sala de Armas de 1725 por el ingeniero Jorge Próspero de Verboom, autor de la ciudadela de Barcelona.

En la actualidad se localiza en el centro de la ciudad, encontrándose rodeada por todas partes por el parque conocido como Vuelta del Castillo, la zona verde más grande de Pamplona y que permaneció durante siglos sin construir por motivos de defensa. 
Tras la entrega a la ciudad del conjunto histórico de la Ciudadela, incluidos los espacios exteriores y con una superficie total de 275.840 m², que se hizo oficialmente el 23 de julio de 1966, se plantearon distintas posibilidades para el destino que debía darse a la misma, para lo que se realizó en 1971 una consulta en distintas zonas de la ciudad, cuyo resultado fue el mantenimiento de la Ciudadela y los terrenos adyacentes, como "zona verde con edificios históricos restaurados", propuesta que fue más valorada que las que proponían dejarla como zona verde exclusivamente, habilitar una pequeña "ciudad medieval" en su interior o destinarla a usos deportivos.
En 1972, el Ayuntamiento planteó dejar sin edificar el solar del antiguo cuartel de Artillería (situado junto a la calle Yanguas y Miranda, en el extremo este de la Ciudadela donde hoy se ha construido la estación de autobuses), con objeto de respetar el entorno de la fortificación, y en diciembre solicitó al Gobierno la declaración de Monumento Histórico-Artístico Nacional, de todo el conjunto, lo que se obtuvo por Decreto 332/1973 de 8 de febrero del siguiente año.
La Ciudadela fue un pentágono estrellado de cinco puntas perfecto, aunque a finales del siglo XIX y principios del XX se derribaron parcialmente los baluartes de San Antón y La Victoria (los dos que apuntaban hacia el interior de la ciudad), para permitir la construcción del Primer Ensanche con algunas viviendas y nuevos cuarteles extramuros, así como la avenida del Ejército en 1971, lo que determinó su forma actual. Este año se realizó una restauración de la muralla exterior, restaurando elementos dañados o alterados y limpiando la piedra.
Sobre los restos del Baluarte de San Antón se edificó el Palacio de Congresos y Auditorio de Navarra, conocido por este motivo como Baluarte, y en noviembre de 2007 se ha terminado de edificar la nueva estación de autobuses de Pamplona, soterrada bajo los glacis y próxima también a la Ciudadela.